# فرست امریکن کورپوریشن
فرست امریکن کورپوریشن (انگلیسی: First American Corporation) شرکت خدمات مالی آمریکایی است، که در سال ۱۸۸۹ تأسیس شد.